# ويليام ليون كلارك
ويليام ليون كلارك (بالإنجليزية: William Leon Clark)‏ هو ضابط أمريكي، ولد في 1911، وتوفي في 19 مارس 2005.